# Kerekegyháza alsó megállóhely
Kerekegyháza alsó megállóhely (régebbi nevén Móczártelep) egy megszűnt vasúti megállóhely, melyet a MÁV üzemeltetett a Bács-Kiskun vármegyei Kerekegyháza közigazgatási területén.

## Elhelyezkedése
A megállóhely egykori helye Kecskemét város Hetényegyháza nevű külvárosa és Kerekegyháza között található, az 5218-as út közelében.

## Vasútvonalak
A Hetényegyháza–Kerekegyháza-vasútvonal egyik megállója volt, személyvonat utoljára 1974. december 31-én közlekedett.

## Kapcsolódó állomások
A megállóhelyhez az alábbi állomások vannak a legközelebb:
- Kerekegyháza vasútállomás
- Szarkás megállóhely